# Gmundner Molkerei
Die Gmundner Molkerei GmbH ist einer der größten Milchverarbeitungsbetriebe in Österreich. Der Firmenhauptsitz ist die Stadtgemeinde Gmunden in Oberösterreich.

## Geschichte
Das bis heute genossenschaftlich organisierte Unternehmen führt seinen Ursprung auf die am 28. Juni 1931 von 40 Bauern gegründete Molkereigenossenschaft Traunsee in Ebensee zurück. Nach Erweiterung des Standortes erfolgte 1938 die Umbenennung in Molkereigenossenschaft Gmunden, reg.Gen.m.b.H., Betrieb Ebensee. Zwischen 1950 und 1952 wurde eine neue Betriebsstätte in Gmunden erbaut. 1953 fusionierte die Firma mit der Milchliefergenossenschaft Bad Ischl. Neben mehreren Erweiterungen kam 1966 die Privatmolkerei Hans Kolm in Seewalchen am Attersee hinzu, 1972 die Fusion mit der Genossenschaft Lederau (in Vorchdorf). Nach erneuten Erweiterungen wurden besonders in den 1990er Jahren wieder zahlreiche Fusionen durchgeführt (so mit den Milchgenossenschaften Wartberg an der Krems, Vorchdorf, Vöcklamarkt, Dorf an der Pram, der Käsereigenossenschaft Lengau und der Privatmolkerei Pillichshammer). Nach dem EU-Beitritt Österreichs 1995 begannen erste Exporte. 1996 wurde die Marke Gmundner Milch etabliert. In den Folgejahren erfolgten erneute Übernahmen (Almliesl-Zentralmolkerei) bzw. Beitritte (Almtaler Molkerei Wührer, Molkereigenossenschaft Waidhofen an der Ybbs), 2006 die Fusion mit der Molkereigenossenschaft Freistadt.
Seit 2019 läuft die Kooperation mit Milchwerk Jäger in Oberbayern, das insbesondere Käse herstellt und Milch von Innviertler und Mühlviertler Bauern in OÖ bezieht. Eine gesellschaftsrechtliche Vertiefung der Kooperation steht im Raum.
Im September 2022 wurde die Fusion mit dem Milchwerk Jäger bekannt gegeben.

## Kennzahlen
Mit einem Umsatz von 275 Millionen Euro gehört die Gmundner Molkerei zu den drei größten Milchverarbeitern Österreichs. Etwa 1.750 Landwirte, vorwiegend aus Oberösterreich, aber auch aus Salzburg und Niederösterreich liefern ihre Milch nach Gmunden. Mit 380 beschäftigten Mitarbeiter werden jährlich 346 Millionen Kilogramm Milch verarbeitet.
Etwa die Hälfte der Produkte wird in fast 20 Länder exportiert.

## Produkte und Marken
Die Produkte werden unter den Dachmarken Gmundner Milch, Almliesl und Rosan vertrieben. Zudem stellt das Unternehmen Private-Label-Produkte für andere Supermarkt-Ketten im In- und Ausland her.